# 那須雄登
那須 雄登（なす ゆうと、2002年〈平成14年〉1月16日 - ）は、日本の歌手、タレント、俳優。ジュニア内男性アイドルグループ・ACEesのメンバー。メンバーカラーは青。
東京都出身。STARTO ENTERTAINMENT所属。

## 来歴
入所以前から嵐のファンクラブに入会し、櫻井翔を尊敬していたが、親戚が履歴書を送った事を切っ掛けに、2016年4月9日にジャニーズ事務所に入所。ジャニーズJr.として活動を開始する。11月、ジャニーズJr.内ユニット・東京B少年（のちに「Sexy美少年」、「美 少年」に改名）のメンバーに選ばれる。
2020年、慶應義塾高等学校から慶應義塾大学経済学部に進学。進学には尊敬する櫻井の影響があったことを明かしている。
2020年3月7日スタートのWOWOWドラマ『パレートの誤算〜ケースワーカー殺人事件』でテレビドラマ初出演を果たす。
2024年3月28日にジュニア【公式】Instagramストーリーズで、慶應義塾大学経済学部を卒業したことを報告した。
2025年2月16日、ジュニア内男性アイドルグループ・ACEesのメンバーに選ばれる。

## 人物
名前は、雄大に人生を登り続けるという意味を込め付けられた。4歳下の弟がいる。
家族全員が猫アレルギーだが、保護猫を2匹（キナコ、トラ）飼っている。
幼少期は食物アレルギーや喘息持ちだったため身体が弱かったが、野球や水泳などのスポーツに取り組むようになり丈夫になったと明かしている。
小学1年生から9年間野球を習っていた。他にも、サッカー・ラグビー・バドミントンを得意なスポーツとして挙げている。小学3年生から4年生の2年間、ヒップホップダンスを習っていた。仕事と両立できるよう、大学は文系の学部に進む予定と2019年5月に語っており、2020年、慶應義塾高等学校から慶應義塾大学経済学部に進学した。進学にも尊敬する櫻井の影響があったことを明かしている。
小学4年生から塾に通い始めたものの成績順のクラスはずっと一番下だったが、慶應義塾中等部の文化祭に行ったことがきっかけで受験を決意した。中学受験時には1日16時間勉強し、人生で一番勉強していたと語る。得意科目は数学と歴史、苦手科目は物理。
東京B少年結成当時は、グループが解体されないよう他のグループのジャニーズJr.と遊ぶことを制限したり、仕事への影響を考え、就寝時間を21時にしたりとメンバーを縛っていたため「法律」と呼ばれていた。

## 出演
※役名の太字は主演作品

### テレビドラマ
- パレートの誤算〜ケースワーカー殺人事件（2020年3月7日 - 4月4日、WOWOW） - 金田良太 役[23][24]
- 真夏の少年〜19452020（2020年7月31日 - 9月18日、テレビ朝日） - 主演・柴山道史 役（美 少年として主演）[25]
- 姉ちゃんの恋人（2020年10月27日 - 12月22日、関西テレビ・フジテレビ） - 武内省吾 役[26]
- ザ・ハイスクール ヒーローズ（2021年7月31日 - 9月18日、テレビ朝日） - 主演・滝川雄亮 / アオヒーロー 役（美 少年として主演）[27][28]
- マイファミリー（2022年4月10日 - 6月12日、TBS）  - 梅木司 役[29][30]
- トモダチゲームR4 第3話 - 最終話（2022年8月6日 - 9月10日、テレビ朝日） - 主演・丹羽万里 役（美 少年として主演）[31]
- 春は短し恋せよ男子。（2023年4月25日 - 6月27日、日本テレビ） - 主演・皆月青 役（美 少年として主演）[32][33]

### テレビ番組
- I LOVE みんなのどうぶつ園（2020年10月3日 - 、日本テレビ）[34]
- 痛快TV スカッとジャパン 胸キュンスカッと「バレンタインデーキス」（2021年2月1日、フジテレビ） - 瀬尾時也 役[35]
- 超多様性トークショー!なれそめ（2023年4月7日 - 9月22日、NHK Eテレ / 10月2日 - 12月11日、NHK総合） - 週替わりレギュラー[36]
- ラヴィット!（2023年7月3日 - 9月25日、TBS） - 「ラヴィット!ファミリー」月曜担当[37][38]

### 映画
- うちの弟どもがすみません（2024年12月6日、松竹） - 成田洛 役[39]

### CM
- ピザーラ「バターチキンカレーのよくばりクォーター」（2022年3月5日 - ） - 浮所飛貴と共演[40]

### 舞台
- ミュージカル「魔女の宅急便」（2021年3月25日 - 28日、新国立劇場中劇場 / 4月10日・11日、愛知県芸術劇場大ホール / 4月15日 - 18日、メルパルク大阪ホール） - トンボ 役[41]
- トンカツロック（2024年4月19日 - 26日、大阪松竹座 / 5月4日 - 19日、新橋演舞場 / 5月23日 - 27日、御園座 / 6月1日・2日、本多の森北電ホール）- 主演・花川助三郎 役（岩﨑大昇、金指一世とトリプル主演）[42]

### コンサート
- マイナビ サマステライブ2023 俺たちがミライだ!!（2023年8月11日、EX THEATER ROPPONGI） - PAISEN応援隊として出演[43][44]
- マイナビ サマステライブ2024 SUMMER GO！MIRAI GO！東だ！西だ！全員集合（2024年7月30日 - 8月8日、EX THEATER ROPPONGI）[45]

## 書籍

### 雑誌連載
- nicola「うきなすStudy」（2022年2月号 - 、新潮社） - 浮所飛貴とのコラボ連載[46]